# Fangophilina
Fangophilina is een geslacht van sponsdieren uit de klasse van de Demospongiae (gewone sponzen). 

## Soorten
- Fangophilina gilchristi (Kirkpatrick, 1902)
- Fangophilina hirsuta Lendenfeld, 1907
- Fangophilina kirkpatrickii Lendenfeld, 1907
- Fangophilina submersa Schmidt, 1880